# Лидди, Эдвард
Эдвард Лидди (англ. Edward J. «Ed» Liddie; род. 21 июля 1959, Юнион-Сити, Джорджия) — американский дзюдоист, призёр Панамериканских игр, бронзовый призёр летних Олимпийских игр 1984 года в Лос-Анджелесе.

## Карьера
Выступал в суперлёгкой весовой категории (до 60 кг). Чемпион (1983, 1985, 1989—1991 годы), серебряный (1978, 1979, 1981, 1982, 1986, 1987) и бронзовый (1980) призёр чемпионатов США. Победитель и призёр международных турниров. Серебряный (1979) и бронзовый (1991) призёр Панамериканских игр. На Олимпиаде в Лос-Анджелесе Лидди выиграл бронзовую медаль.
В 1983 году окончил Камберлендский колледж. Был первым американцем, выигравшим медаль по дзюдо на Олимпийских играх. В 1992 году был заместителем руководителя сборной команды США по дзюдо на Олимпийских играх в Барселоне. Был помощником тренера женской сборной США на Олимпиаде 1996 года в Атланте. В 1996 и 1998 годах был признан тренером года США по дзюдо. Был тренером сборной США по дзюдо на Олимпиаде 2000 года в Сиднее. Работал тренером в Национальном институте дзюдо.